# أندري يورينوك
أندري يورينوك مواليد 21 سبتمبر 1996 في روسيا البيضاء، هو لاعب كرة يد بيلاروسي يلعب كجناح أيسر. يلعب حاليا مع نادي ميشكوف برست لكرة اليد ويحمل الرقم 14. مثل منتخب بيلاروسيا لكرة اليد.

## سجل المنافسة
شارك في البطولات التالية:
- بطولة العالم لكرة اليد للرجال 2017
- بطولة أوروبا لكرة اليد للرجال 2016

## روابط خارجية
- أندري يورينوك على موقع الاتحاد الأوروبي لكرة اليد (الإنجليزية)